# Agonidae
Agonidae é uma família de peixes de águas frias e temperadas que pertencem á ordem Scorpaeniformes. Em inglês, são chamados de Poacher (Caçador-furtivo ou peixe-larápio), mas podem ser chamados de falso-esturjão, pois o formato do corpo lembra muito de um esturjão. Possuem placas que estão dispostas em fileiras e grupos que usam como uma armadura para se proteger.

## Subfamílias e gêneros
A família possui 6 subfamílias e 21 gêneros:

### Agoninae:

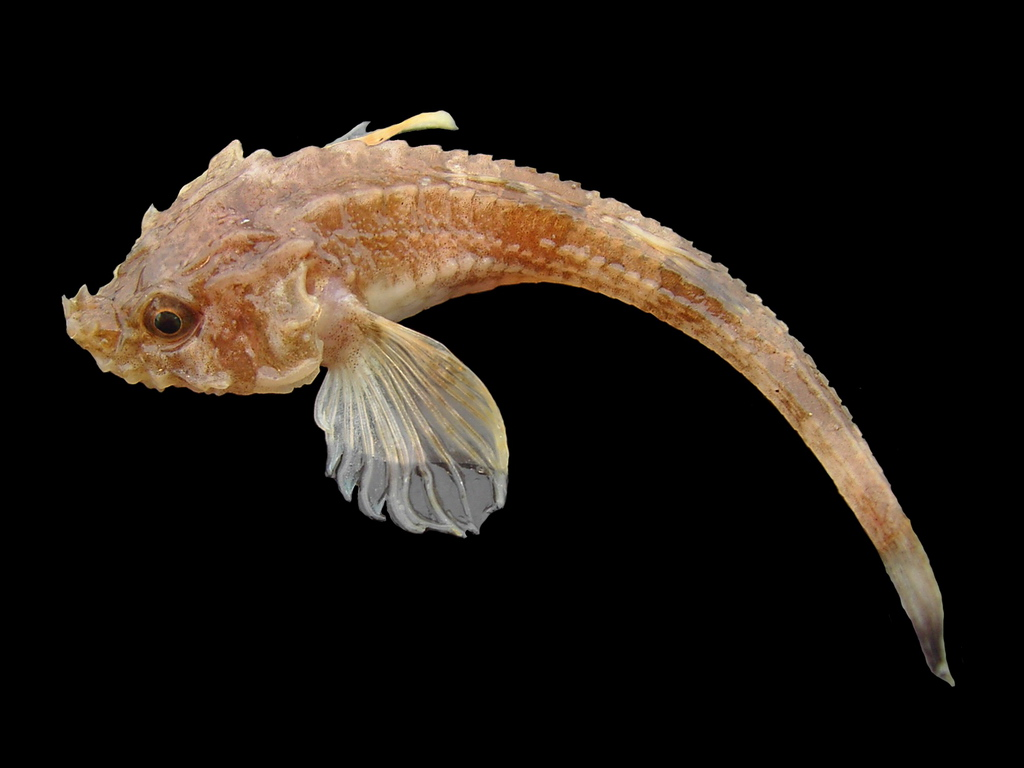
Agoninae: Falso-esturjão-de-nariz-afiado (Agonus cataphractus)

### Anoplagoninae:

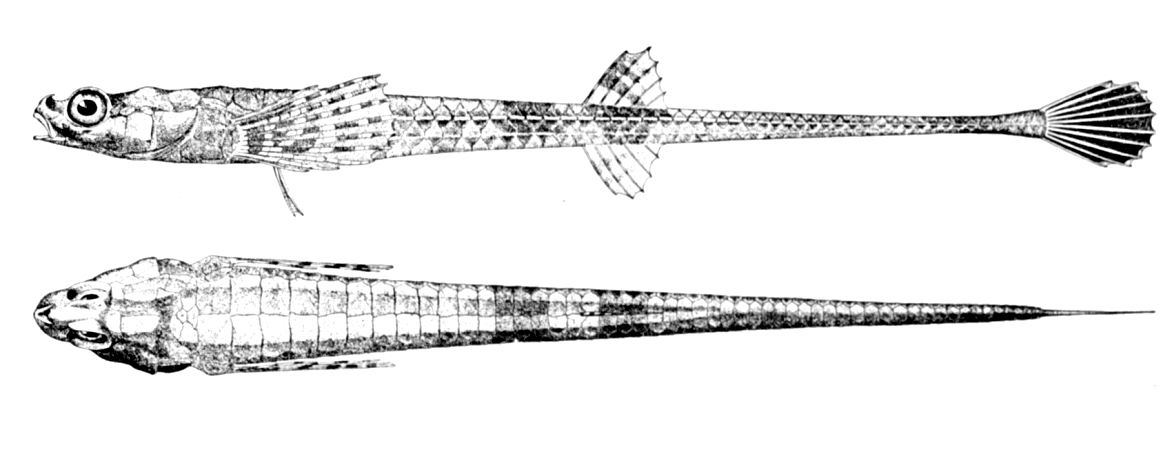
Agoplagonunae: Peixe-alligator (Aspidophoroides monopterygius)

### Bathyagoninae:

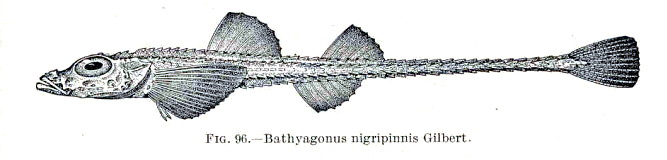
Bathyagoninae: Bathyagonus nigripinnis

### Bothragoninae:

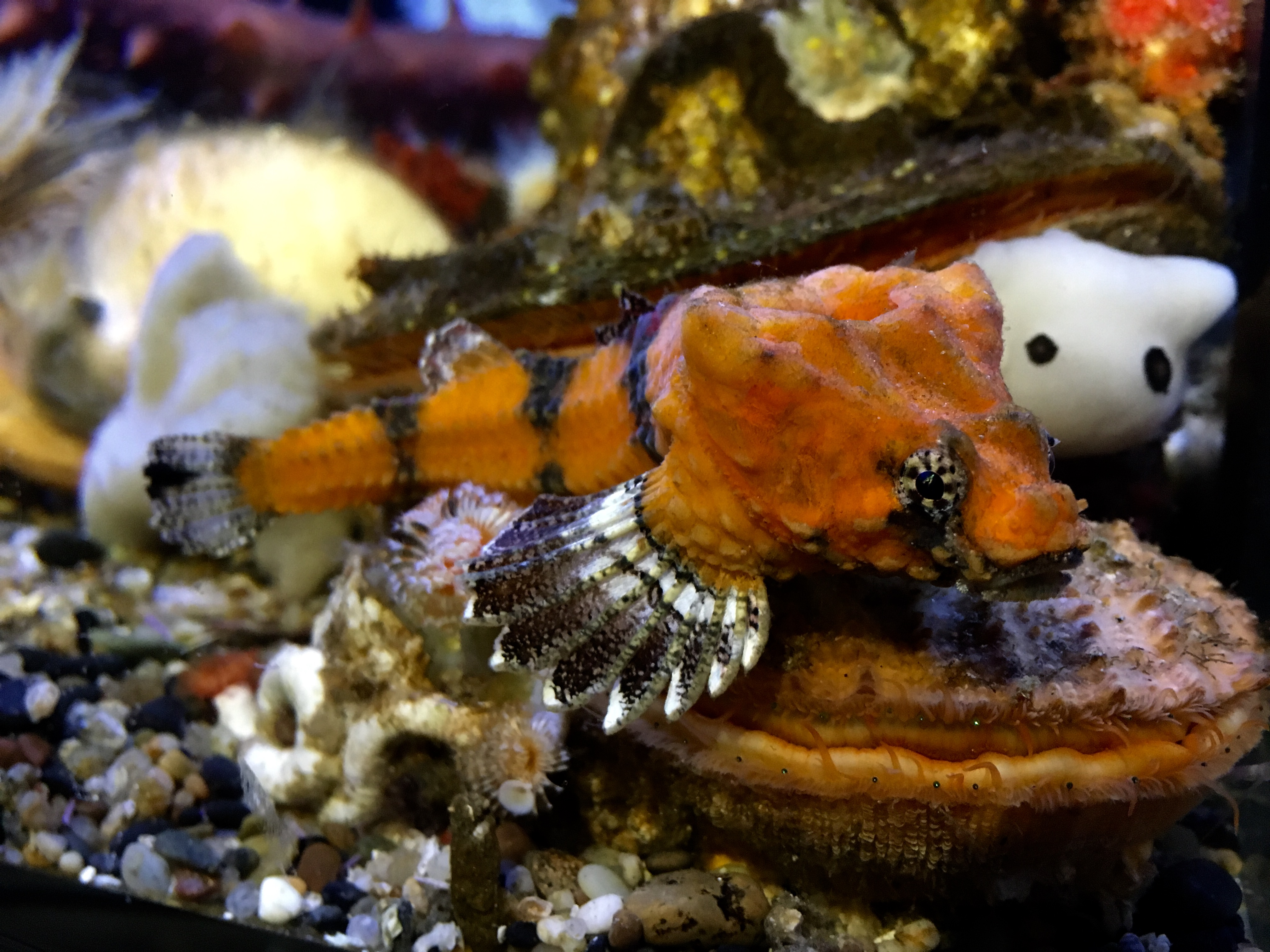
Bothragoninae: Bothragonus swanii

### Brachyopsinae:

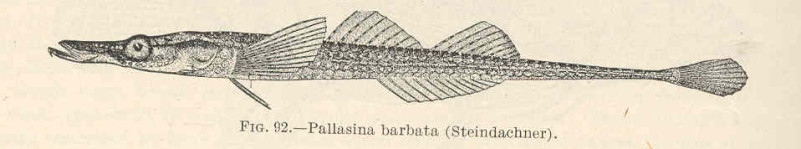
Brachyopsinae: Peixe-graveto-do-norte (Pallasina barbata)

### Hypsagoninae:

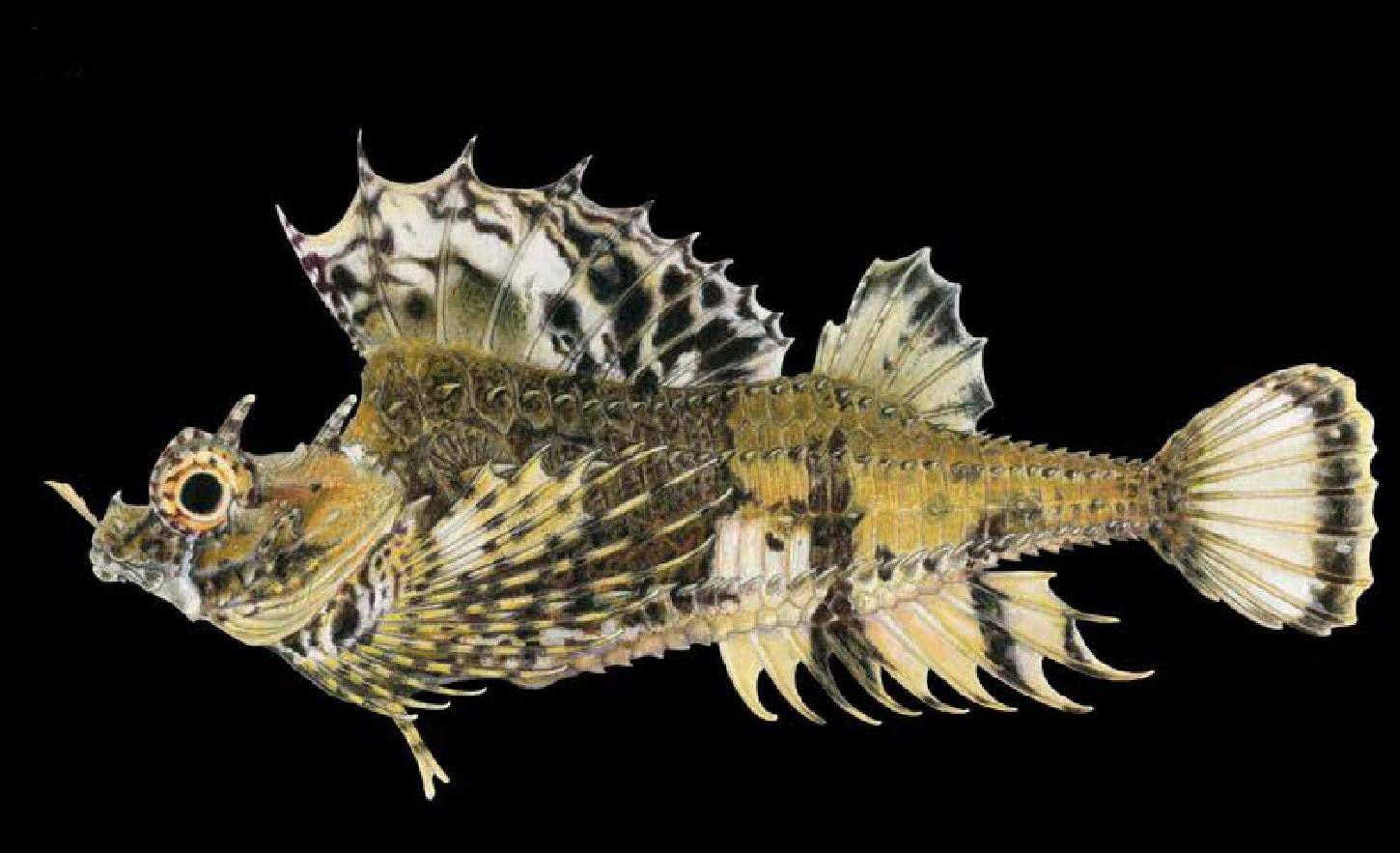
Hypsagoninae: Hypsagonus quadricornis

### Agoninae:[4]
- Agonopsis
- Agonus
- Freemanichthys
- Leptagonus
- Podothecus
- Sarritor

### Anoplagoninae:[5]
- Anoplagonus
- Aspidophoroides

### Bathyagoninae:[6]
- Bathyagonus
- Odontopyxis
- Xeneretmus

### Bothragoninae:[7]
- Bothragonus

### Brachyopsinae:[8]
- Brachyopsis
- Chesnonia
- Occella
- Pallasina
- Stellerina
- Tilesina

### Hypsagoninae:[9]
- Agonomalus
- Hypsagonus
- Percis